# 2021 au Canada
Pour un article plus général, voir Chronologie du Canada.
Cet article traite des événements qui se sont produits durant l'année 2021 au Canada.

## Événements

### Janvier 2021
- 21 janvier : Julie Payette, gouverneure générale, démissionne[1].
- 23 janvier : Richard Wagner est nommé administrateur du Canada en remplacement de la gouverneure générale démissionnaire Julie Payette.

### Mars 2021
- 7 au 14 mars : Coupe du monde de snowboard 2020-2021 à Calgary
- 25 mars : élections générales à Terre-Neuve-et-Labrador. Andrew Furey sollicite un second mandat et remporte un gouvernement majoritaire avec le parti libéral.

### Avril 2021
- 3 au 11 avril : Championnats du monde de curling masculin au centre Markin-McPhail à Calgary.
- 7 avril : éclosion de Covid-19, 25 cas testés positif, au sein de l'équipe des Canucks de Vancouver[2].
- 12 avril : élections générales au Yukon. Sandy Silver sollicite un second mandat en formant un gouvernement minoritaire avec le parti libéral.
- 13 avril : annulation, pour une deuxième année, de la 103e édition de la Coupe Memorial[3].
- 29 avril : annulation, pour une deuxième année, du Grand Prix du Canada[4].

### Mai 2021
- 22 et 23 mai : première édition du International Indigenous Hip Hop Awards Show à Winnipeg[5],[6]. Le premier événement consacré aux arts urbaines autochtones.
- 28 mai : découverte de restes de 215 enfants autochtones sur le site de l'ancien pensionnat autochtone de Kamloops[7].

### Juin 2021
- 6 juin : quatre personnes d'une même famille décèdent après avoir été happé par un véhicule à London[8]. Le suspect, accusé de 4 chefs de meurtre prémédité et un de tentative de meurtre[9], aurait foncé volontairement sur la famille à cause de leur croyance religieuse[10].
- 21 juin : quatre tornades balayent le Québec dont deux EF0, une EF1 et une EF2[11]. La tornade EF2, qui a frappé Mascouche, fait au moins un mort et des dommages matériaux.
- 24 juin : découverte de 751 tombes anonymes près de l'ancien pensionnat autochtone de Marieval en Saskatchewan[12].
- 27 juin : Lytton, en Colombie-Britannique, bat le record de température la plus élevée jamais enregistrée au Canada soit 46,6 °C[13]. L'ancien était de 45 °C et fut enregistré à Midale et Yellow Grass en Saskatchewan le 5 juillet 1937.
- 28 juin : Lytton bat un nouveau record de température le plus élevée jamais enregistrée au Canada soit 47,9 °C[14].
- 29 juin : Lytton bat un deuxième record de température le plus élevée jamais enregistrée au Canada soit 49,6 °C[15].
- 30 juin : découverte de 182 sépultures anonymes près de l'ancien pensionnat autochtone St Eugene à Cranbrook[16].

### Juillet 2021
- 5 juillet : les inondations au Yukon sont qualifiées d'historique et dépassent celles de 2007[17].
- 6 juillet : Mary Simon est nommé 30e gouverneure générale du Canada[18]. Elle est la première personne d'origine autochtone à occuper ce poste.
- 8 juillet : élections à l'Assemblée des Premières Nations: RoseAnne Archibald succède à Perry Bellegarde (en) et devient la première femme au poste de cheffe de l'assemblée[19].
- 9 et 10 juillet : passage du cyclone post-tropical Elsa dans les maritimes[20]. Son passage sera marqué par d'importantes rafales de vent, de la pluie abondante par endroits et également, des pannes de courant.
- 12 juillet : découverte de 160 sépultures anonymes sur l'ancien site du pensionnat autochtone de Kuper Island sur l'île Penelakut[21].
- 15 juillet : une tornade EF2 touche terre à Barrie causant d'importants dommages donc 150 résidences sont endommagées[22],[23].
- 26 juillet : Mary Simon est officiellement assermentée en tant que 30e gouverneure générale du Canada. Elle est la première personne autochtone à occuper ce poste.

### Août 2021
- 1er août : première célébration, au niveau national, du jour de l'émancipation commémorant l'abolition de l'esclavage à travers l'empire britannique (incluant le Canada) le 1er août 1834[24].
- 5 août (jusqu'au 12 décembre) : saison 2021 de la Ligue canadienne de football[25]
- 9 août : 
  - réouverture de la frontière entre le Canada et les États-Unis et seulement aux américains pleinement vacciné[26].
  - remise en service du traversier entre Fortune et Saint-Pierre-et-Miquelon[27].
- 15 août : la Ligue élite canadienne de basketball (LECB) dévoile sa huitième équipe : les Shooting Stars de Scarborough[28]
- 17 août : élections générales en Nouvelle-Écosse, le Parti progressiste-conservateur, mené par Tim Houston, obtient un gouvernement majoritaire.
- 20 au 31 août : Championnat du monde féminin de hockey sur glace au WinSport Arena à Calgary[29].
- 26 août : le Yukon lève l'état d'urgence[30]

### Septembre 2021
- 1er septembre : 
  - le passeport vaccinal entre en vigueur au Québec[31].
  - Brian Pallister, premier ministre du Manitoba, quitte ses fonctions et Kelvin Goertzen lui succède[32],[33].
- 2 au 4 septembre : passage du cyclone post-tropical Ida dans les maritimes et l'est du Québec. Son passage sera marqué par des pluies torrentielles, de forts vents et des inondations par endroit[34],[35].
- 3 septembre : le passeport vaccinal entre en vigueur au Manitoba[36].
- 7 septembre : le conseil scolaire catholique Providence, en Ontario, retire plus de 5000 livres jugés néfastes aux autochtones donc certains sont brûlés[37]. L'acte a soulevée un tollé mondial et suspend la destruction des livres[38].
- 10 septembre : La mobilisation contre l'abattage de forêts anciennes à Fairy Creek devient le plus grand mouvement de désobéissance civile de l’histoire du Canada avec 891 arrestations battant ainsi les 856 arrestations de celle de Clayoquot Sound en 1993[39].
- 11 septembre : passage de l'ouragan Larry sur l'île de Terre-Neuve. Son passage marqué par de forts vents, des pannes de courant et des dommages matériels[40].
- 13 septembre : le passeport vaccinal entre en vigueur en Colombie-Britannique[41].
- 20 septembre : élections fédérales canadiennes de 2021,  le Parti libéral du premier ministre Justin Trudeau remporte les élections fédérales mais échoue à obtenir une majorité.
- 22 septembre : 
  - le passeport vaccinal entre en vigueur en Ontario[42].
  - le passeport vaccinal entre en vigueur au Nouveau-Brunswick[43].
- 25 septembre : retour en sol canadien de Michael Kovrig et Michael Spavor, autrefois détenu par la Chine dans la foulée de l'arrestation de Meng Wanzhou[44],[45].
- 27 septembre : Annulation, pour une deuxième année, du Défi mondial junior A qui devait avoir lieu à Cornwall[46].
- 30 septembre : première célébration de la journée nationale de la vérité et de la réconciliation[47]

### Octobre 2021
- 1er octobre : le passeport vaccinal entre en vigueur en Saskatchewan[48].
- 4 octobre : la preuve vaccinale entre en vigueur en Nouvelle-Écosse[49].
- 5 octobre : la preuve vaccinale entre en vigueur à l'Île-du-Prince-Édouard[50].
- 18 octobre : référendum et élections municipales en Alberta.
- 25 octobre : élections générales au Nunavut
- 26 octobre : remaniement du 29e conseil des ministres du Canada[51]
- 27 octobre : la Ligue élite canadienne de basketball (LECB) dévoile sa neuvième équipe : l'Alliance de Montréal[52]
- 30 octobre : course à la chefferie du Parti progressiste-conservateur du Manitoba : Heather Stefanson devient la première femme cheffe progressiste-conservatrice également la première femme au poste de première ministre du Manitoba[53].

### Novembre 2021
- 8 novembre : Les États-Unis rouvrent leur frontière terrestre aux Canadiens pleinement vaccinés[54].
- 15 novembre : Des pluies diluviennes s'abattent sur la Colombie-Britannique provocant des inondations et des glissements de terrain dans le sud de la province[55].
- 23 novembre : 
  - Début de la vaccination des enfants de 5 à 11 ans en Ontario[56].
  - Des pluies diluviennes et de forts vents s'abattent sur la Nouvelle-Écosse et Terre-Neuve-et-Labrador provocant des inondations, des dommages au réseau routier et des pannes de courant[57],[58],[59].
- 24 novembre : 
  - Début de la vaccination des enfants de 5 à 11 ans au Québec[60].
  - Début de la vaccination des enfants de 5 à 11 ans en Alberta[61].
- 26 novembre : 
  - Début de la vaccination des enfants de 5 à 11 ans au Nouveau-Brunswick[62].
  - Début de la vaccination des enfants de 5 à 11 ans à l'Île-du-Prince-Édouard[63].

### Décembre 2021
- 2 décembre : Début de la vaccination des enfants de 5 à 11 ans en Nouvelle-Écosse[64].
- 12 décembre : 108e coupe Grey au stade Tim Hortons à Hamilton
- 25 décembre au 5 janvier 2022 : Championnat du monde junior de hockey sur glace à Edmonton et Red Deer
- 29 décembre : Après quatre jours de compétition, le championnat du monde junior de hockey sur glace est annulé en raison de la Covid-19[65].

## Décès en 2021
- 1er janvier : Paul Delorey, joueur de curling et homme politique
- 4 janvier : 
  - Laurent Mailhot, écrivain
  - John Muckler, joueur et entraineur de hockey
- 10 janvier : Louis-Pierre Bougie, peintre et graveur
- 11 janvier : Kathleen Heddle, athlète
- 13 janvier : Michel Gravel, photographe
- 24 janvier : George Armstrong, joueur professionnel de hockey
- 31 janvier : Pierre-Paul Savoie, danseur
- 1er février : Umberto Bruni, sculpteur et peintre
- 3 février : 
  - Art Jones, joueur professionnel de hockey
  - Régine Robin, écrivaine
- 5 février : 
  - Jules Bélanger, professeur
  - Christopher Plummer, acteur
- 7 février : 
  - Ralph Backstrom, joueur professionnel de hockey
  - Jackie Vautour, activiste
- 15 février : 
  - Raymond Lévesque, auteur-compositeur-interprète
  - Eva Maria Pracht, cavalière
- 22 février : Jack Whyte, écrivain
- 23 février : Yves Martin, sociologue
- 25 février : Maurice Tanguay, homme d'affaires
- 26 février : Irving Grundman, dirigeant de hockey et homme politique
- 14 mars : Ray Cullen, joueur professionnel de hockey
- 21 mars : Robert McKnight, joueur professionnel de hockey
- 22 mars : Pierick Houdy, compositeur, musicien et professeur
- 24 mars : Bob Plager, joueur professionnel de hockey
- 26 mars : Carole Lavallée, femme politique
- 28 mars : 
  - Marisa Ferretti Barth, sénatrice
  - Bobby Schmautz, joueur professionnel de hockey
- 4 avril : Robert Mundell, économiste
- 6 avril : Kittie Bruneau, peintre et graveuse
- 9 avril : Michel Girouard, journaliste
- 14 avril : Michel Louvain, chanteur
- 16 avril : Kresimir Krnjevic, neurophysiologiste et professeur
- 20 avril : Céline Roos, joueuse d'échec
- 21 avril : Marcel R. Tremblay, homme politique
- 26 avril : Florence Piron, anthropologue et éthicienne
- 28 avril : Jean-Guy Pilon, poète
- 29 avril : Claude Jasmin, écrivain
- 3 mai : Donald William Cameron, homme politique et Premier ministre de la Nouvelle-Écosse de 1991 à 1993
- 8 mai : 
  - Graeme Ferguson, producteur et réalisateur
  - Jean-Luc Phaneuf, joueur professionnel de hockey
- 11 mai : Bernard Lachance, chanteur
- 18 mai : John Gomery, juge
- 19 mai : Gilbert Comtois, acteur
- 26 mai : 
  - Murray Dowey, joueur professionnel de hockey
  - Paul Soles, acteur
- 15 juin : Robert Desroches, acteur
- 22 juin : René Robert, joueur professionnel de hockey
- 23 juin : Melissa Coates, lutteuse professionnelle
- 4 juillet : Raymond Brousseau, collectionneur d'art
- 8 juillet : 
  - Paul Birckel junior, homme d'affaires et chef autochtone
  - Bryan Watson, joueur professionnel de hockey
- 17 juillet : Dolores Claman, compositrice et pianiste
- 18 juillet : Bruce Kirby, architecte naval
- 20 juillet : Pierre Raymond Savard, homme politique
- 22 juillet : Michèle Lalonde, poétesse et dramaturge
- 24 juillet : 
  - Pitaloosie Saila, artiste
  - Alfie Scopp, acteur et réalisateur
- 26 juillet : Albert Bandura, psychologue
- 31 juillet : Angela Bailey, athlète
- 4 août : Jocelyne Bourassa, joueuse de golf
- 8 août : 
  - Bill Davis, homme politique et premier ministre de l'Ontario de 1971 à 1985
  - Paul Hellyer, homme politique
- 10 août : Anthony Esposito, joueur professionnel de hockey
- 11 août : Guy Lalumière, designer-graphiste
- 14 août : R. Murray Schafer, compositeur et écologiste
- 17 août : Rock Demers, producteur et acteur
- 18 août : Stephen Vizinczey, écrivain
- 19 août : Rodrigue Gilbert, joueur professionnel de hockey
- 23 août : Terry Driver, criminel célèbre
- 28 août : Jacques Drouin, réalisateur
- 1er septembre : Henriette Valium, artiste multidisciplinaire
- 3 septembre : David Borwein, mathématicien
- 8 septembre : Claude Montmarquette, économiste
- 9 septembre : Jean-Paul Jeannotte, chanteur lyrique et syndicaliste
- 10 septembre : Jack Egers, joueur professionnel de hockey
- 13 septembre : Fred Stanfield, joueur professionnel de hockey
- 14 septembre :
  - Michel Garneau, poète et dramaturge
  - Norm Macdonald, acteur et humoriste
- 16 septembre : Lou Angotti, joueur professionnel et entraineur de hockey
- 30 septembre : Andrée Boucher, actrice
- 4 octobre : Roger Stuart Bacon, homme politique et Premier ministre de la Nouvelle-Écosse de 1990 à 1991
- 5 octobre : Pierre Légaré, humoriste et psychologue
- 7 octobre : Ronald S. Stroud, historien et épigraphiste
- 14 octobre : Raymond Setlakwe, sénateur, avocat et entrepreneur
- 15 octobre : Leo Boivin, joueur professionnel de hockey
- 21 octobre : Martha Henry, actrice
- 28 octobre : Raymond Guy LeBlanc, poète et chanteur
- 30 octobre : Tony Featherstone, joueur professionnel de hockey
- 31 octobre : Michel Robidoux, musicien
- 4 novembre : June Lindsey, physicienne
- 19 novembre : Norman Webster, journaliste
- 20 novembre : 
  - Josée Forest-Niesing, sénatrice
  - Rita Letendre, peintre
- 30 novembre : Marie-Claire Blais, écrivaine
- 1er décembre : Abla Farhoud, dramaturge
- 5 décembre : Yvette Thuot, actrice
- 18 décembre : Renée Martel, chanteuse
- 19 décembre : 
  - Christopher Newton, acteur et metteur en scène
  - Gérard Poirier, acteur et metteur en scène
- 21 décembre : Christian Ouellet, homme politique
- 25 décembre : 
  - Carmen Bourassa, productrice de télévision
  - Aurèle Gervais, homme politique
  - Jean-Marc Vallée, réalisateur de film
- 31 décembre : Joe Comuzzi, homme politique

#### Articles sur l'année 2021 au Canada
- Pandémie de Covid-19 au Canada
- Canicule de 2021 dans l'Ouest de l'Amérique du Nord
- Mobilisation contre l'abattage de forêts anciennes à Fairy Creek

#### L'année sportive 2021 au Canada
- Championnat canadien de soccer 2021
- Coupe Memorial 2021
- Major League Soccer 2021
- Saison 2021 du CF Montréal
- Première ligue canadienne 2021
- Saison 2021 de la Ligue canadienne de football
- Saison 2021 de la Première ligue de soccer du Québec
- Saison 2021 de la Super League
- Saison 2020-2021 des Raptors de Toronto
- Saison 2021-2022 des Raptors de Toronto
- Saison 2020-2021 de la LHJMQ
- Saison 2021-2022 de la LHJMQ
- Grand Prix cycliste de Montréal 2021
- Grand Prix cycliste de Québec 2021
- Tournoi du Canada de rugby à sept 2021

#### L'année 2021  au Canada par province ou territoire
- 2021 en Colombie-Britannique
- 2021 au Manitoba
- 2021 en Nouvelle-Écosse
- 2021 au Nouveau-Brunswick
- 2021 au Nunavut
- 2021 en Ontario
- 2021 au Québec
- 2021 en Saskatchewan
- 2021 à Terre-Neuve-et-Labrador
- 2021 aux Territoires du Nord-Ouest
- 2021 au Yukon

#### L'année 2021 dans le reste du monde
- L'année 2021 dans le monde
- 2021 en Afrique
- 2021 par pays en Amérique, 2021 aux États-Unis
- 2021 par pays en Asie
- 2021 en Europe, 2021 en Belgique, 2021 en France, 2021 en Italie, 2021 en Suisse
- 2021 par pays en Océanie
- 2021 par pays au Proche-Orient
- 2021 aux Nations unies